# Thecopus
Thecopus es un género con dos especies de orquídeas de hábitos epífitas. Es originario de Indochina hasta el oeste de Malasia.

## Especies
| - Thecopus maingayi (Hook.f.) Seidenf. - Thecopus secunda (Ridl.) Seidenf. |